# Licia Macchini
Licia Macchini (Lodi, 11 luglio 1930 – Pieve Porto Morone, 29 novembre 2018) è stata una ginnasta italiana.

## Biografia
Nata a Lodi nel 1930, a 18 anni partecipò ai Giochi olimpici di Londra 1948 nel concorso a squadre, chiudendo all'ottavo posto con 394,20 punti totali (46,30 punti individuali).
Tesserata per la Ginnastica Fanfulla, nel 1950 fu campionessa italiana nel concorso generale individuale, ma soprattutto vinse due medaglie di bronzo ai Mondiali di Basilea, in Svizzera, dove arrivò terza nel concorso a squadre, con 594,250 punti, dietro a Svezia e Francia, e alla trave, dove chiuse con 23,200 punti, dopo la polacca Helena Rakoczy e la connazionale Wanda Nuti.
Due anni dopo, a 22 anni, prese parte di nuovo alle Olimpiadi, quelle di Helsinki 1952, in tutte e sette le gare: si piazzò sesta nel concorso a squadre con 494,74 punti, 10ª negli attrezzi a squadre con 68,20, 35ª nel concorso individuale con 71,24, 56ª al corpo libero con 17,63, 31ª alle parallele asimmetriche con 17,83, 66ª alla trave con 17,19 e 14ª nel volteggio con 18,59.
Nel 1954, infine, chiuse quinta nel concorso a squadre e 46ª nel concorso individuale, con 69,780 punti, ai Mondiali italiani di Roma.
Morì nel 2018, a 88 anni.

## Palmarès

### Campionati mondiali
- 2 medaglie:
  - 2 bronzi (Trave a Basilea 1950 e concorso a squadre a Basilea 1950)

### Campionati italiani assoluti
- 1 medaglia:
  - 1 oro (Concorso generale individuale nel 1950)